# شغال
شُغال، به سه گونه از سگ‌سانان گفته می‌شود: شغال پشت‌سیاه و شغال پهلونواری که هر دو در آفریقای جنوب صحرا زندگی می‌کنند و خویشاوند نزدیک یکدیگر هستند و شغال طلایی که بومی شمال آفریقا و آسیا و اروپا است. شغال زرد هرچند از نظر ظاهری به دو گونهٔ دیگر شغال شبیه است اما خویشاوند نزدیک‌تر گرگ و سگ است.
همهٔ انواع شغال رژیم غذایی همه‌چیزخوار و فرصت‌طلبانه‌ای دارند. آن‌ها در شکار جانوران کوچک و متوسط تخصص دارند و لاشه‌خواران کارآمدی هستند. پاهای بلند و دندان‌های نیش منحنی آن‌ها برای شکار پستانداران کوچک، پرندگان و خزندگان تخصص یافته و کف پای بزرگ و شکل استخوان‌های آن‌ها مناسب دویدن در مسافت‌های طولانی است. شغال‌ها پگاه‌رو هستند و بیشتر در صبح و غروب فعال می‌شوند. زندگی اجتماعی آن‌ها معمولاً به صورت زوج‌های تک‌همسر است که همیشه با هم زندگی می‌کنند و از قلمرو خود در مقابل شغال‌های دیگر دفاع می‌کنند. آن‌ها گاهی به صورت گروهی هم دیده می‌شوند به خصوص در هنگام خوردن لاشه‌هایی بزرگ اما اغلب «تک رو» یا «دو تایی» شکار می‌کنند.
در مورد شغال افسانه‌های بسیاری وجود دارد. این جانور برای شکار گاهی مثل روباه از زیرکی و حیله‌گری و گاهی مثل گرگ از زور و خشونت استفاده می‌کند. در فرهنگ‌های مختلف نحوهٔ نگاه به شغال متفاوت است.
شغال‌ها معمولاً از گودال‌ها، سوراخ‌های طبیعی، شکاف سنگ‌ها و لانه متروکه سایر جانوران، برای ایجاد لانه و تولد نوزادان استفاده می‌کنند. معمولاً در اوایل غروب، شغال‌ها به صورت دسته جمعی زوزه‌ای شبیه فریاد انسان سر می‌دهند. شغال‌ها توانایی بدنی بالایی برای شکار دارند و می‌توانند با سرعت ۱۷ کیلومتر در ساعت برای مدت‌هایی طولانی بدوند. شغال‌ها حیواناتی قلمروطلب هستند و محدودهٔ قلمروی خود را با ادرار و مدفوع علامت‌گذاری می‌کنند و در برخی مواقع برای حفظ قلمرو با سایر شغال‌ها نیز درگیر می‌شوند.

## ریشه‌شناسی واژه
واژه شغال (šagâl)،از فارسی میانه شگال (šγal /⁠ša𐬱𐬖𐬀𐬮(šγal /⁠šaγāl⁠/)،برگرفته از سنسکریت शृगाल (śṛgāla، ).[۱۱]

## گونه‌ها
| گونه                         | مرجع نامگذاری  | توصیف | محدوده زندگی                                 |
| ---------------------------- | -------------- | --- | -------------------------------------------- |
| شغال پهلونواری Canis adustus | سوندوال، ۱۸۴۷  | عمدتاً در درختزارها زندگی می‌کند. خوی تهاجمی کمتری از دیگر شغال‌ها دارد و به ندرت طعمه‌های بزرگ شکار می‌کند.                                                                                            | مرکز و جنوب آفریقا                           |
| شغال زرد Canis aureus        | لینه، ۱۷۵۸     | سنگینتر از دو شغال دیگر است و تنها شغالی که در خارج از آفریقا زندگی می‌کند. از نظر ژنتیکی خویشاوندی نزدیکتری با سگ، گرگ و کایوت دارد تا بقیه شغال‌ها.                                                | شمال آفریقا، جنوب شرق اروپا، غرب و جنوب آسیا |
| شغال پشت‌سیاه Canis mesomelas | فون شربر، ۱۷۷۵ | سبکترین نوع شغال که قدیمیترین گونه زنده سرده Canis هم محسوب می‌شود. تهاجمی‌ترین نوع شغال است که به طعمه‌هایی چند برابر سنگین‌تر از خودش نیز حمله می‌کند و جنگ‌های بین گروهی زیادی هم از آن‌ها دیده می‌شود. | جنوب و شرق آفریقا                            |

## شغال‌های ایران
شغال‌های ایران از گونه شغال‌های طلایی هستند.
رنگ شغال از گرگ حنایی‌تر و سایه سیاهی روی پشت دارد، البته رنگ شغال‌های جنوب ایران روشن‌تر از شغال‌های نواحی شمال است. در اغلب مناطق ایران شغال یافت می‌شود. یک گونهٔ آن به‌ویژه در پیرامون سمنان و شاهرود زیاد است. این گونه سگ‌توره یا شغال توره مهاجر نامیده می‌شود و حاصل جفت‌گیری سگ با شغال است که رنگ نسبتاً زرد دارد.